# Таранець Тимофій
Тимофі́й Таране́ць  (* 1896, Опришки, нині Глобинського району Полтавської області — † 1941, Непокрите) — український ґрунтознавець-агроном.

## Біографічні відомості
Родом із села Опришки Кременчуцького повіту (Полтавщина). Професор сільськогосподарського інституту в Полтаві.
Досліди над ґрунтами Південної України (зокрема праці над походженням солонців і солончаків).
При відступі більшовиків з України заарештований НКВС і разом з іншими в'язнями (серед них поет Володимир Свідзінський) живцем спалений у селі Непокрите біля Харкова.